# Fabrizio Di Stefano
Fabrizio Di Stefano (Casoli, 12 aprile 1965) è un politico italiano.
È stato consigliere regionale dell'Abruzzo e parlamentare per due legislature.
Svolge la professione di farmacista a Tollo ed è stato in passato anche docente a contratto di Legislazione sanitaria presso la Scuola di specializzazione di igiene ed epidemiologia della Facoltà di Medicina dell'Università "Gabriele d'Annunzio" di Chieti.

## Biografia
Nato a Casoli, vive a Chieti.

### Attività politica
Sin da giovanissimo milita nel Fronte della Gioventù e, successivamente, nel FUAN di cui diventa prima presidente provinciale quindi dirigente nazionale.
Nel 1995 viene chiamato dal presidente Gianfranco Fini a guidare la federazione provinciale di Alleanza Nazionale a Chieti; carica che gli verrà confermata con i congressi del 1996, del 2002 e del 2007.
Nel luglio 2007, durante il I congresso regionale del partito, viene eletto alla carica di coordinatore regionale di Alleanza Nazionale.

#### Consigliere regionale dell'Abruzzo (2000-2008)
La sua attività istituzionale comincia nel 2000, quando viene eletto nel Consiglio Regionale dell'Abruzzo nelle file di Alleanza Nazionale, partito del quale diventa capogruppo.
Nel 2005, con quasi 7.000 preferenze, viene confermato nel ruolo di consigliere regionale, all'interno dell'ufficio di presidenza come consigliere segretario.

#### Elezione a senatore (2008)
Alle elezioni politiche del 2008 viene eletto al Senato della Repubblica, in regione Abruzzo, nelle liste del Popolo della Libertà. È stato Vicecoordinatore regionale del PdL in Abruzzo.
Dal 2011 è presidente dell'Associazione parlamentare di amicizia Italia-Moldavia.

#### Elezione a deputato (2013)
Alle elezioni politiche del 2013 viene eletto alla Camera dei Deputati, nella circoscrizione Abruzzo, sempre nelle liste del Popolo della Libertà.
Il 16 novembre 2013, con la sospensione delle attività del Popolo della Libertà, aderisce a Forza Italia.

#### La mancata candidatura alle Regionali e il passaggio alla Lega (2018-2019)
Assolto con formula piena anche in appello in relazione all'inchiesta "Re Mida" riguardante la realizzazione a Teramo di un impianto di bioessiccazione, nel 2018 a sorpresa non viene ricandidato e nel settembre dello stesso anno viene ufficializzata la sua corsa per le Regionali abruzzesi sostenuto da una serie di liste civiche composte da amministratori locali e imprenditori.

Il 9 gennaio 2019, a un mese dalle elezioni, decide di ritirare la propria candidatura con il polo delle Civiche per l’Abruzzo per non danneggiare il Centrodestra ma di non candidarsi come consigliere nelle file della coalizione.
Il 6 aprile seguente Di Stefano decide di aderire alla Lega di cui sarà il candidato Sindaco alle comunali di Chieti del 2020.

#### La candidatura a sindaco di Chieti
Il 22 giugno 2020, viene ufficializzata la sua candidatura a sindaco di Chieti sostenuto da una coalizione di destra (Lega, Fratelli d'Italia, Unione di Centro, Cambiamo!-Il Popolo della Famiglia e civiche). Al primo turno raccoglie il 38,81%, in vantaggio rispetto a Diego Ferrara del centro-sinistra (21,5%) e Di Iorio di Forza Chieti, Chieti Viva e civiche (20,34%).
Il 5 ottobre però, al ballottaggio, viene inaspettatamente sconfitto con il 44,2% da Ferrara, che si impone con il 55,8% come nuovo Sindaco di Chieti.
Attualmente presiede l’associazione Fondazione Cantiere Abruzzo Italia che organizza a Chieti il convegno Fermare la guerra che si rifà al comitato nazionale di Gianni Alemanno. Nel luglio del 2023 partecipa infatti anche al "Forum dell'indipendenza italiana", promosso da più di 30 associazioni e movimenti riuniti attorno al comitato di Alemanno.

## Opere
- Fabrizio Di Stefano, Piero Carducci: Il mezzogiorno e lo sviluppo negato. Dal 1861 al 2011, Edizioni Noubs, Collana Cantiere Abruzzo Italia, 2012